# 9315 Weigel
9315 Weigel è un asteroide della fascia principale. Scoperto nel 1988, presenta un'orbita caratterizzata da un semiasse maggiore pari a 2,3820250 UA e da un'eccentricità di 0,1704975, inclinata di 2,46974° rispetto all'eclittica.